# Bath Iron Works
Bath Iron Works je americká loděnice založená roku 1826 na řece Kennebec v Bathu ve státě Maine. Je významným dodavatelem amerických torpédoborců a největším soukromým zaměstnavatelem ve státě Maine. Od roku 1995 je loděnice součástí amerického koncernu General Dynamics. V jeho námořní divizi General Dynamics Marine Systems je společně s loděnicí General Dynamics Electric Boat, zaměřenou na ponorky a loděnicí National Steel and Shipbuilding Company (NASSCO), která staví zejména pomocné a podpůrné lodě.

## Historie

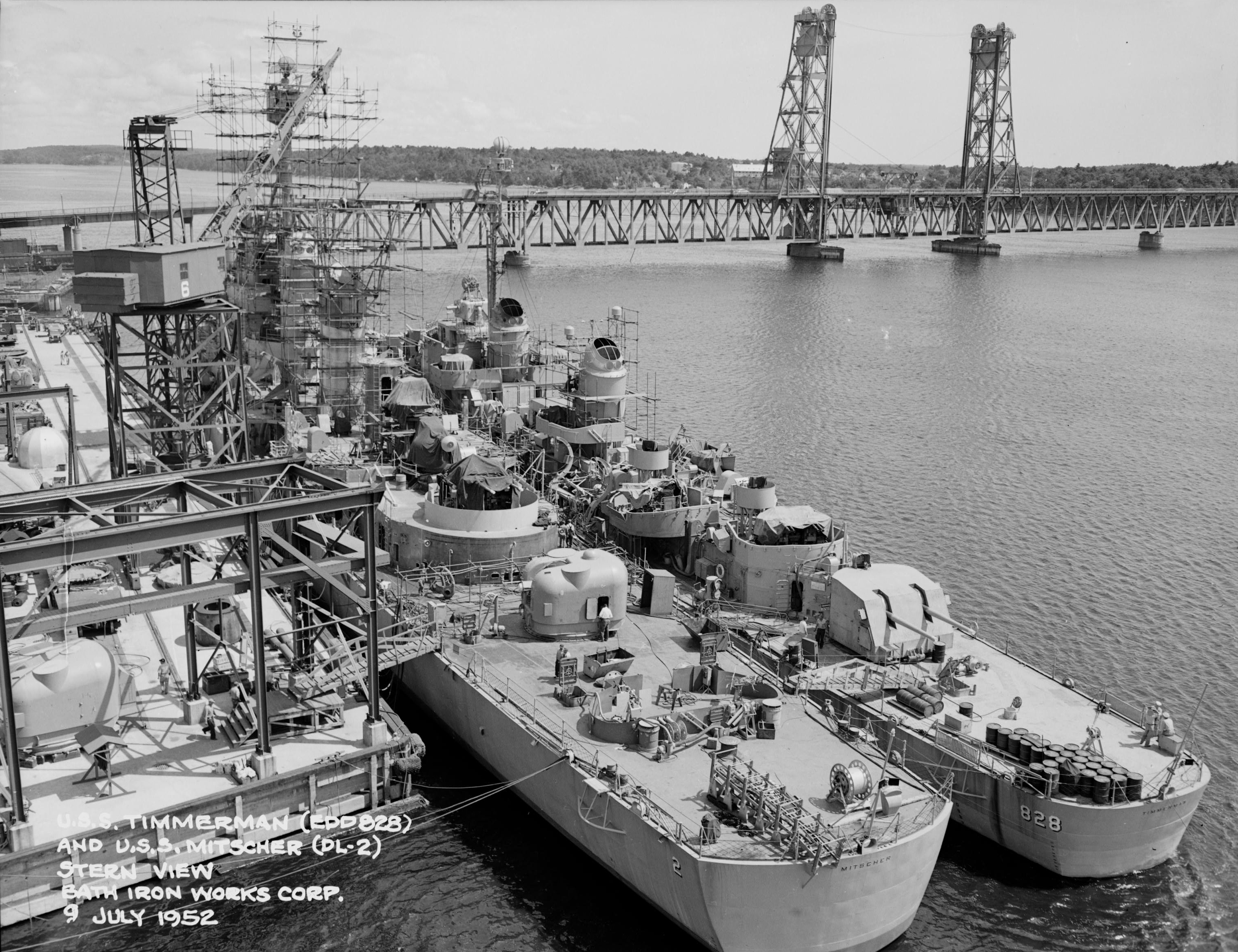
Rozestavěné torpédoborce USS Timmerman (EDD-828) a USS Mitscher (DL-2)

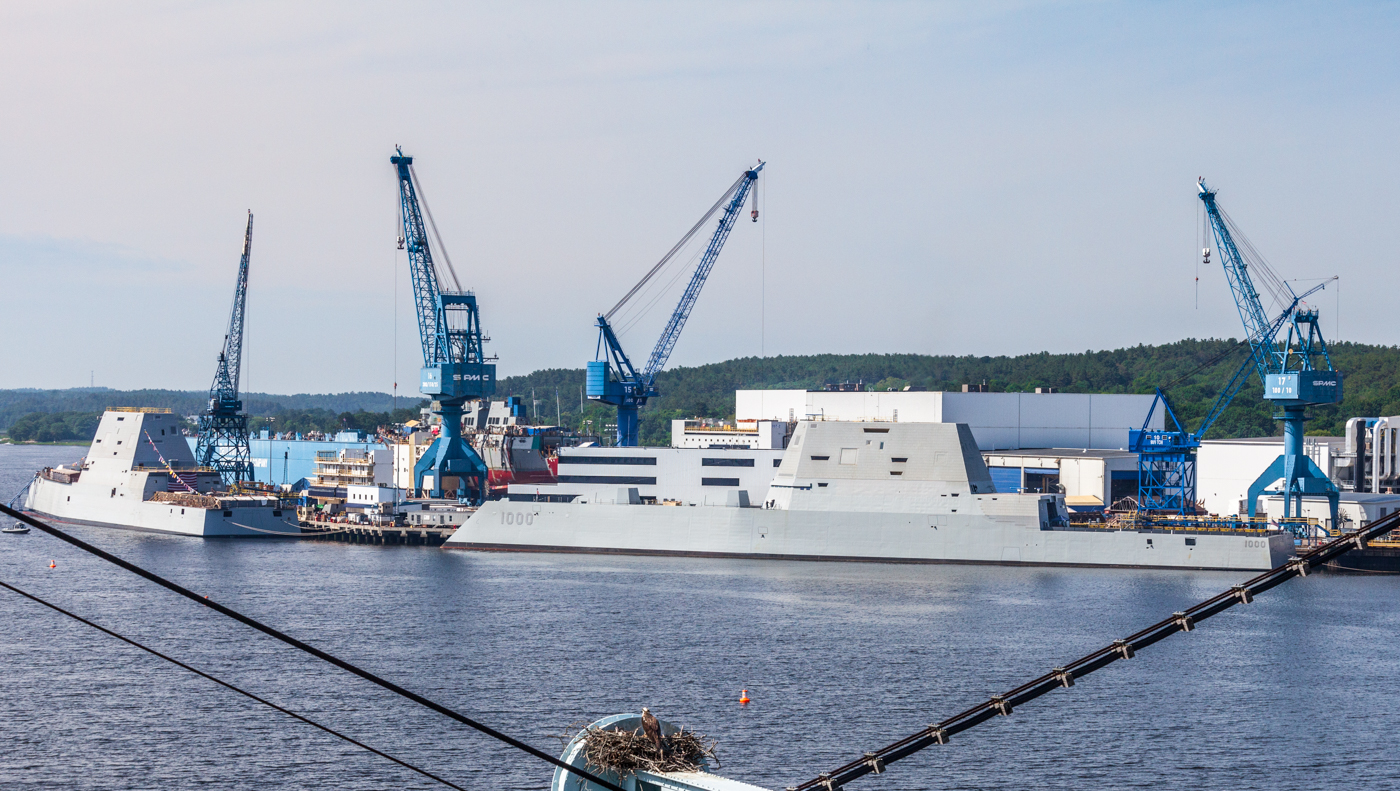
Rozestavěné torpédoborce třídy Zumwalt

Lodní stavitelství má v oblasti řeky Kennebec dlouhou historii, sahající do roku 1743. V 19. století se Bath stal významným americkým přístavem, který soupeřil s městy jako Boston a Filadelfie. Roku 1833 byla v Bathu založena slévárna Bath Iron Foundry. Roku 1865 slévárnu koupil generál Thomas W. Hyde. Roku 1884 Hyde přejmenoval slévárnu na Bath Iron Works a roku 1888 její činnost rozšířil o lodní stavitelství koupí loděnice Goss Marine Iron Works. Prvním výrobkem loděnice byl parník Cottage City. V roce 1890 loděnice získala první zakázku od amerického námořnictva na dva dělové čluny. První plavidlem, které námořnictvu dodala byl dělový člun USS Machias (PG-5). Významné zakázky loděnice získala v době blížící se Španělsko-americké války. Roku 1905 loděnici získal John S. Hyde, vnuk jejího zakladatele. Roku 1906 loděnice dokončila svou jedinou bitevní loď USS Georgia (BB-15). Roku 1940 společnost založila pobočku v East Brunswicku.
Za druhé světové války byla loděnice Bath Iron Works nejvýznamnějším dodavatelem torpédoborců pro americké námořnictvo. Od roku 1934 dokončila celkem 82 torpédoborců a rychlých minonosek. Nejrychleji byl v čase 191 dnů postaven torpédoborec třídy Fletcher USS Knapp (DD-653). Stavba od založení kýlu po spuštění na vodu byla nejrychlejší u torpédoborce třídy Gearing USS Noa (DD-841). Zde to trvalo 110 dnů.
Roku 1955 loděnice dokončila USS Forest Sherman, svůj první poválečný torpédoborec. Roku 1967 je loděnice s dalšími podniky začleněna do holdingu Bath Industries, Inc. Roku 1975 holding mění jméno na Congoleum Corporation. Roku 1984 loděnice dokončila tanker Falcon Champion, své poslední plavidlo postavené pro civilní sektor. Roku 1986 loděnici koupila společnost Prudential Insurance. Roku 1991 loděnice dokončila první v početné série raketových torpédoborců třídy Arleigh Burke. Od roku 1995 je loděnice Bath Iron Works součástí amerického koncernu General Dynamics. V letech 2008 a 2011 získala zakázku na tři supermoderní torpédoborce třídy Zumwalt. V roce 2023 loděnice pokračovala ve stavbě torpédoborců třídy Arleigh Burke.

## Plavidla (výběr)

### Bitevní lodě

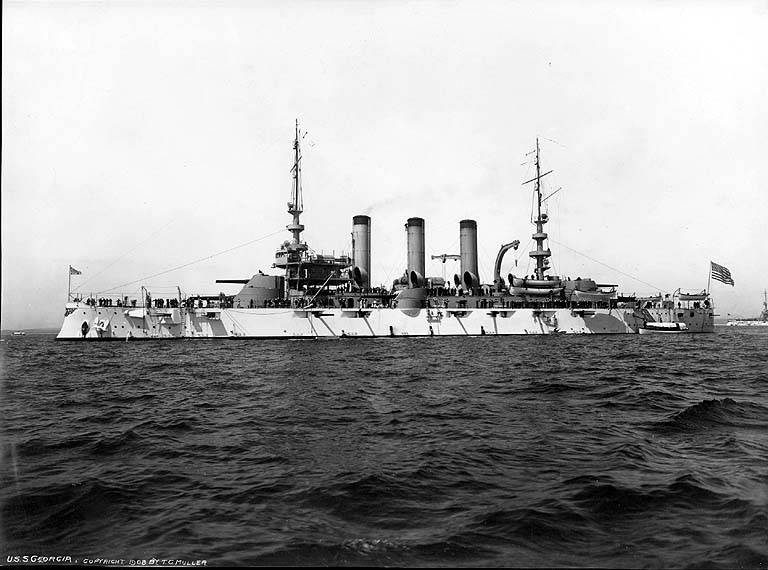
USS Georgia (BB-15)

- Třída Virginia
  - USS Georgia (BB-15)

### Křižníky
- Třída Ticonderoga (8 ks)
- Třída Belknap (5 ks)
- Třída Leahy (3 ks)
- Třída Chester (1 ks)
- Třída Denver (1 ks)

### Torpédoborce

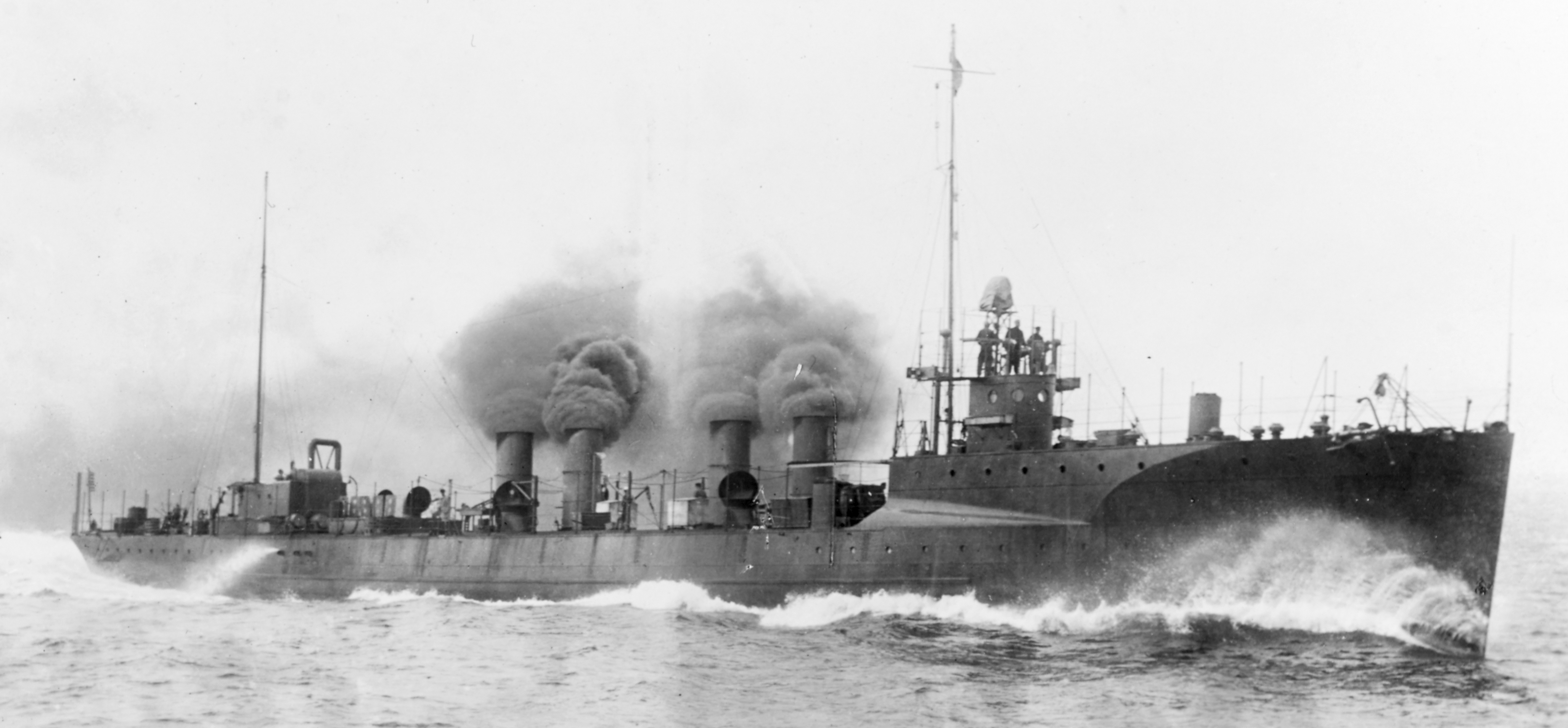
Torpédoborec třídy Smith USS Flusser (DD-20)

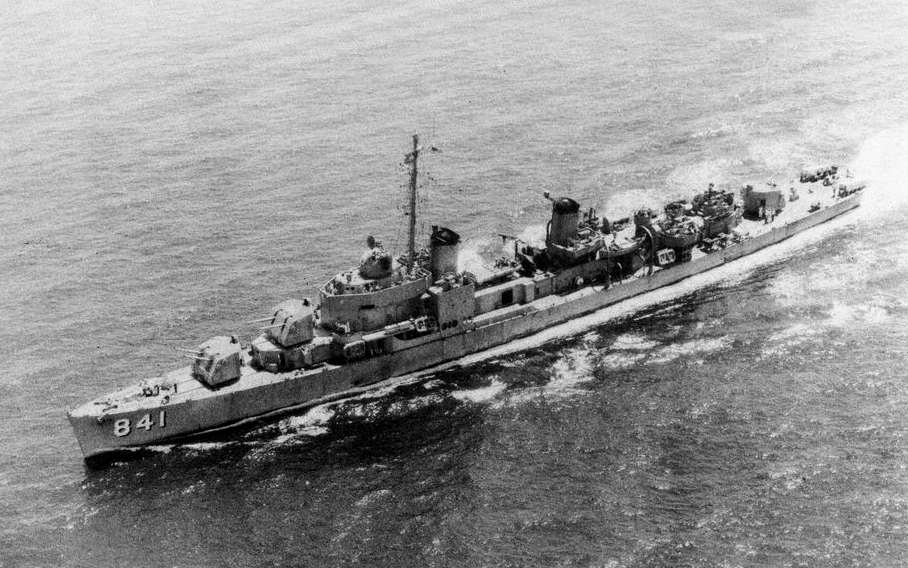
USS Noa (DD-841)

- Třída Zumwalt (3 ks)
- Třída Arleigh Burke (45 ks)
- Třída Farragut (2 ks)
- Třída Charles F. Adams (7 ks)
- Třída Forrest Sherman (9 ks)
- Třída Mitscher (2 ks)
- Třída Gearing (30 ks)
- Třída Allen M. Sumner (14 ks)
- Třída Fletcher (31 ks)
- Třída Gleaves (8 ks)
- Třída Sims (2 ks)
- Třída Somers (3 ks)
- Třída Mahan (2 ks)
- Třída Farragut (1 ks)
- Třída Clemson (3 ks)
- Třída Caldwell (1 ks)
- Třída Wickes (8 ks)
- Třída Sampson (2 ks)
- Třída Tucker (1 ks)
- Třída O'Brien (1 ks)
- Třída Cassin (2 ks)
- Třída Paulding (5 ks)
- Třída Smith (2 ks)

### Fregaty a eskortní torpédoborce

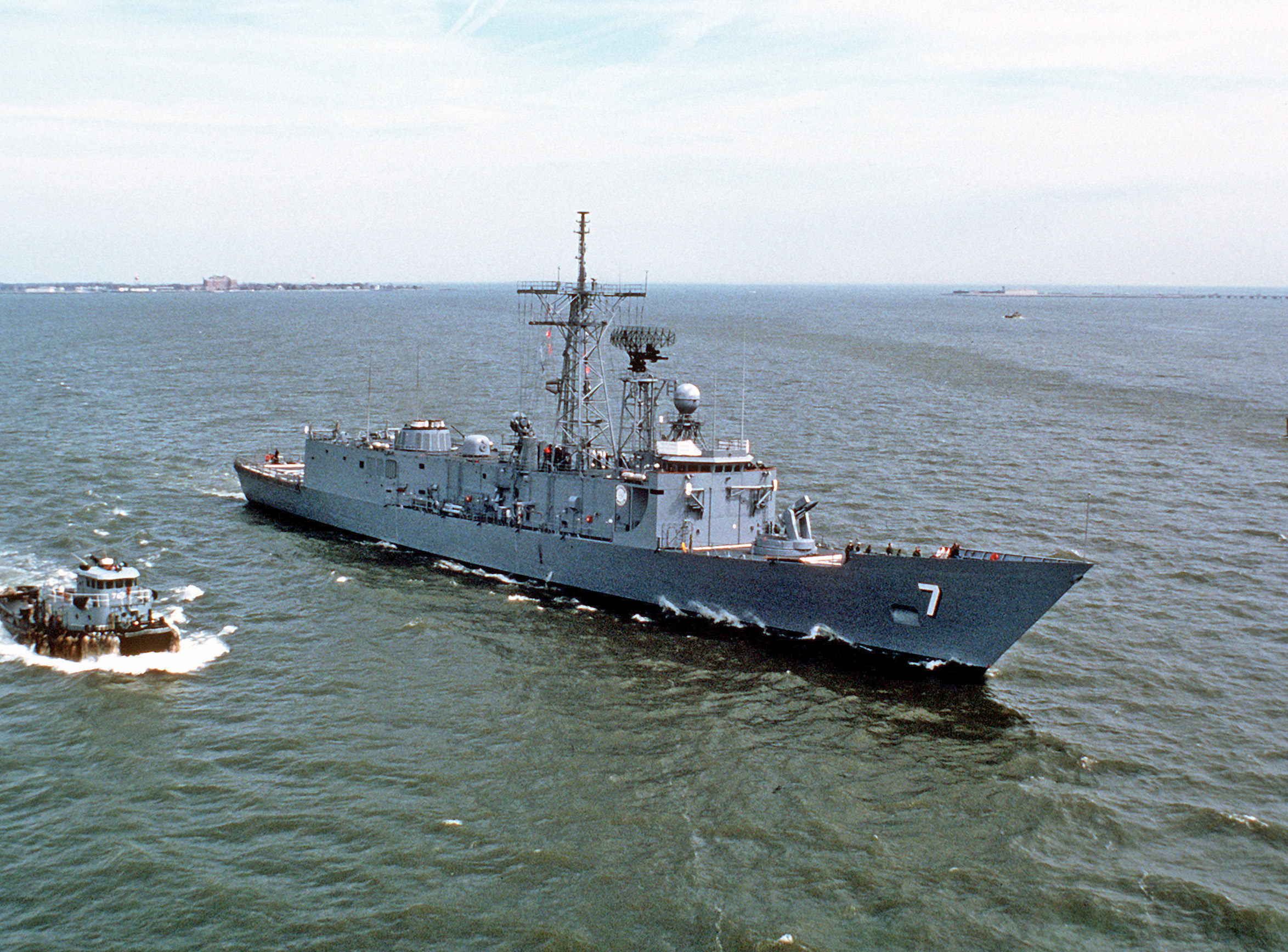
USS Oliver Hazard Perry (FFG-7)

- Třída Oliver Hazard Perry (24 ks)
- Třída Brooke (3 ks)
- Třída Garcia (1 ks)
- Třída Dealey (3 ks)

### Ostatní

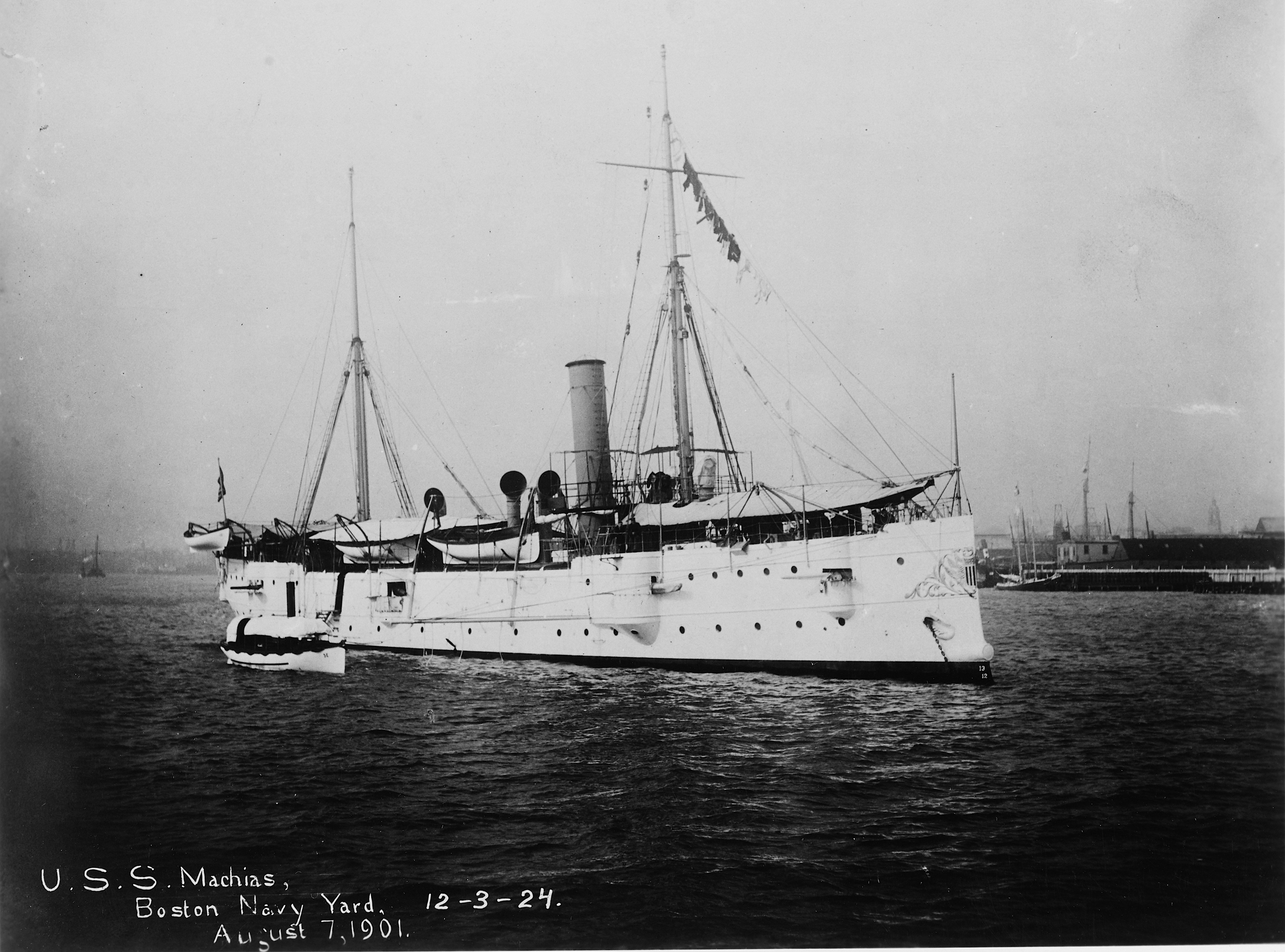
Dělový člun USS Machias (PG-5)

- USS Machias (PG-5), USS Castine (PG-6), USS Vicksburg (PG-11), USS Newport (PG-12) – dělové čluny
- USS Katahdin – loď pro útok klounem
- Třída Dahlgren (2 ks) – torpédové čluny
- Třída Bagley (3 ks) – torpédové čluny
- Třída Arkansas – monitor USS Nevada (BM-8)
- Třída Thetis (7 ks) – kutry pobřežní stráže
- Typ C2-S-A1 (4 ks) – nákladní lodě pro United States Maritime Commission
- Třída Robert H. Smith (6 ks) – rychlé minonosky odvozené od třídy Allen M. Sumner
- Třída Terrebonne Parish (5 ks) – tanková výsadková loď